# Departementen van Frankrijk

Overzicht van de bestuurlijke indeling Frankrijk

Het departement (Frans: département) is de derde bestuurslaag in Frankrijk, te vergelijken met provincies in België en Nederland, na het nationale niveau (État) en het (recentere, hogere) niveau van de regio's (régions). Departementen zijn op hun beurt weer onderverdeeld in arrondissementen (arrondissements) en kantons (cantons), die weer bestaan uit de gemeenten (communes). Voorheen was elk kanton steeds deel van een enkel arrondissement, dit is na de herindeling van de kantons, besloten in 2013 en van kracht sinds 2015, niet langer altijd zo.
Frankrijk telt 101 departementen, waarvan 96 "metropolitane" departementen (die behoren tot de Métropole, het 'moederland' Europees Frankrijk) en 5 overzeese departementen, op eilanden die ver buiten Europa liggen (Franse Antillen en Indische Oceaan nabij Madagaskar) en in Zuid-Amerika.
Van de 101 administratieve departementen (circonscription départementale) hebben er 94 een bestuursfunctie (collectivité départementale), die hebben een verkozen departementsraad en oefenen eigen bevoegdheden uit. Oorspronkelijk had elk administratief departement ook steeds een bestuursfunctie, maar daar zijn in de 21ste eeuw een aantal veranderingen in gekomen:
- Op 1 januari 2015 is het departement Rhône bestuurlijk gesplitst in een nieuw, kleiner departement Rhône en de Métropole de Lyon, die sindsdien niet meer bij een departement hoort.
- Sinds 1 januari 2018 zijn de departementen Haute-Corse en Corse-du-Sud geen bestuurlijke gebieden meer, deze functie is gefuseerd met de Collectivité territoriale de Corse tot de Collectivité de Corse. Een dergelijke regio die tegelijk de bevoegdheden van departement uitoefent, is een collectivité territoriale unique.
- Sinds 1 januari 2019 is Parijs bestuurlijk geen departement meer maar een gebied met een eigen statuut (collectivité à statut particulier), genoemd Ville de Paris.[1]
- Sinds 1 januari 2021 hebben de departementen Bas-Rhin en Haut-Rhin geen bestuurlijke functie meer maar is die samengevoegd in de Collectivité européenne d'Alsace.

In elk departement is de prefect de vertegenwoordiger van de nationale regering. Naar hem worden het administratief bestuur van het departement, evenals zijn zetel en de hoofdplaats, préfecture (prefectuur) genoemd. Het politiek bestuur van het departement wordt door de voorzitter van de Conseil départemental geleid.

## Geschiedenis

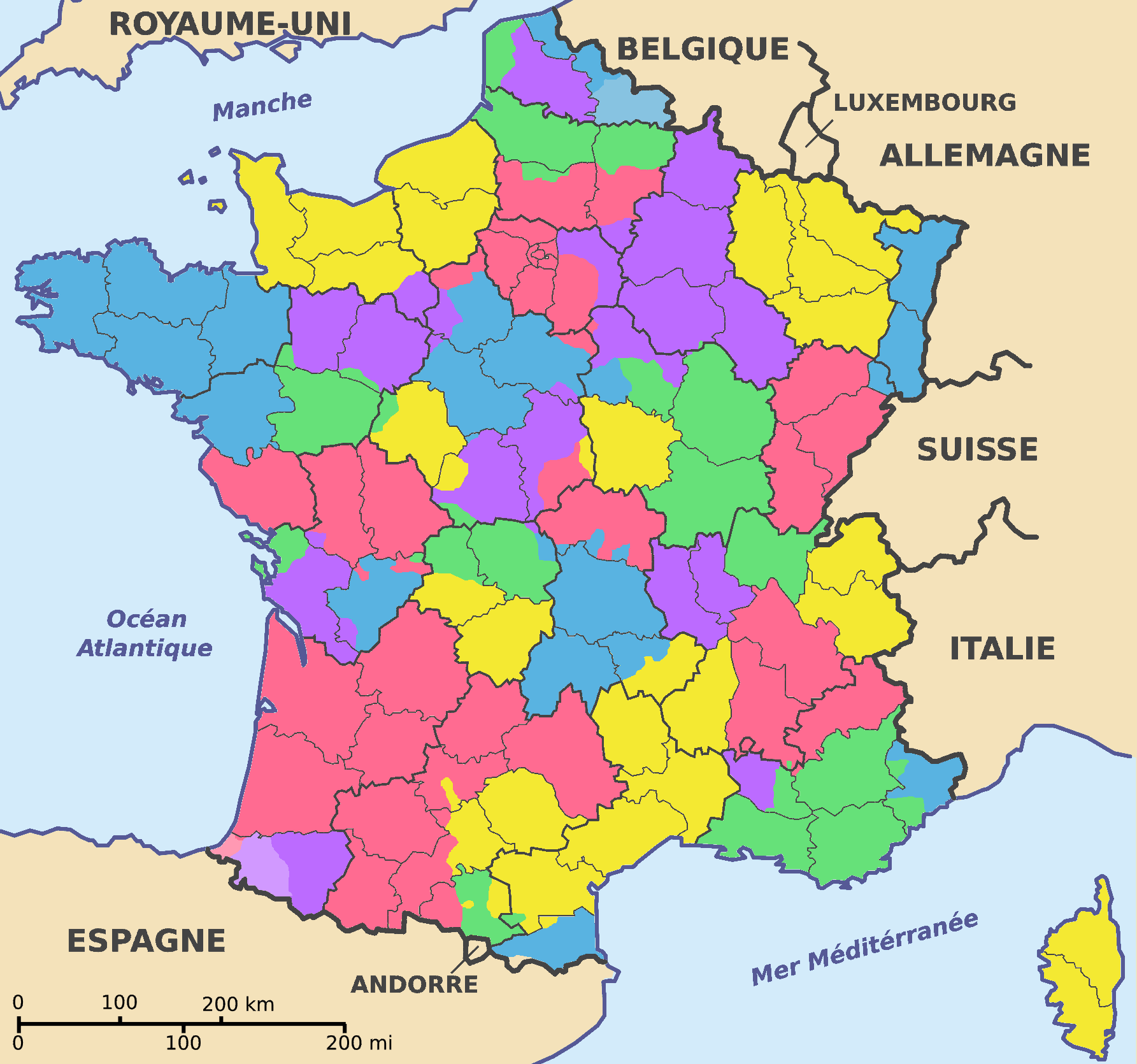
Departementale indeling gezien ten opzichte van de historische provincies

Frankrijk werd in de tijd van de Franse Revolutie op deze manier ingedeeld om de oude, feodale indeling te vervangen. Daarvoor was Frankrijk een overlappende structuur van gouvernementen en generaliteiten met sterk verschillende statuten en privileges en van zeer ongelijke grootte (de oude provincies van Frankrijk). De indeling in departementen zorgde voor gebieden die rekening hielden met de geografische omstandigheden en de bereikbaarheid voor de burgers maar die tegelijk toch min of meer grenzen van de oude indeling respecteerden. Bij de naamgeving van de departementen is wel bewust afgeweken van de oude provincienamen: de meeste departementen, behalve de eilanden, zijn genoemd naar waterlopen of gebergten. Op 22 december 1789 werd een wet aangenomen die de nieuwe indeling van kracht verklaarde. Oorspronkelijk waren er 83 departementen, die verder onderverdeeld waren in districten. In die tijd had ieder departement 36 leden in een eigen gekozen vertegenwoordiging, die op hun beurt een permanent uitvoerend bestuur aanstelden.

### Hervorming in 1800
Op 28 pluviôse van het jaar VIII (17 februari 1800) werd deze opzet gewijzigd en stelde het centraal gezag in Parijs prefecten aan. Zij stonden in voor het bestuur van de departementen. De districten werden vervangen door arrondissementen, met aan het hoofd een onderprefect.
De wet stelde verder in elk departement een Conseil général in. Deze vergadering keek aanvankelijk vooral toe op inkomsten en uitgaven en stond onder controle van de prefect. De leden van de Conseil général werden aanvankelijk aangeduid door de centrale overheid. De wet van 21 juni 1833 stelde verkiezingen in waarbij om de negen jaar de raadsleden werden gekozen. Dit gebeurde aanvankelijk via een cijnskiesrecht, en vanaf de Tweede Franse Republiek (1848), via het universeel kiesrecht (voor mannen - voor vrouwen kwam dit er pas in 1945). De verkiezing gebeurde per kanton.

### Latere hervormingen
Bij de wet van 10 augustus 1871 werden de bevoegdheden van Conseil général uitgebreid en werd de werking van de organen geformaliseerd. De Commission départementale werd ingesteld. De Assemblée départementale kwam voortaan twee keer per jaar samen en koos jaarlijks een voorzitter.
Deze organisatie zou tot 1982 ongewijzigd blijven. In dat jaar werd een wet op de decentralisatie aangenomen, die de departementen een grotere zeggenschap gaf, vooral in economische zaken. Ten slotte werd bij de wet van 2 maart 1985 het uitvoerend gezag, tot dan in handen van de benoemde prefect, overgedragen aan de voorzitter van de verkozen Conseil général. In 2015 werd de naam van de raad gewijzigd in Conseil départemental. Ook werd een nieuwe kiessysteem ingevoerd om de pariteit mannen-vrouwen in de raad te waarborgen. Per kanton worden twee raadsleden verkozen, een man en een vrouw die zich samen verkiesbaar stellen.

### Territoriale aanpassingen
Door gebiedsuitbreiding en splitsingen is het aantal Europese departementen uitgebreid tot de huidige 96.
- In 1791 is Avignon met het omliggende Comtat Venaissin (ooit pauselijk domein) samengevoegd tot de Vaucluse.
- In 1793 is Rhône-et-Loire gesplitst.
- In 1808 is Tarn-et-Garonne gevormd rond de stad Montauban.
- In 1860 hield Frankrijk als gevolg van de eenwording van Italië de departementen Savoie, Haute-Savoie en Alpes-Maritimes over.
- In 1871 ging als gevolg van de Frans-Duitse Oorlog de Elzas en een deel van Lotharingen verloren. Na de Eerste Wereldoorlog kwam het gebied terug. Per saldo heeft dit geleid tot afsplitsing van het Territoire de Belfort en herschikking van de oorspronkelijke departementen Moselle en Meurthe.
- In 1922 werd Belfort als departement toegevoegd. De bestaande departementen waren net genummerd, Belfort werd nummer 90.
- In 1968 zijn vijf nieuwe departementen ontstaan door splitsing van Seine en Seine-et-Oise in 7 kleinere departementen.
- In 1976 is het eiland Corsica gesplitst in twee departementen.
- In 2015 is de Métropole de Lyon afgesplitst van het departement Rhône.
- In 2021 zijn Bas-Rhin en Haut-Rhin gefuseerd tot de Collectivité européenne d'Alsace.

## Nummering
De Franse departementen werden in 1922 in alfabetische volgorde genummerd. 
- Het Territoire de Belfort werd iets later als departement toegevoegd en kreeg nummer 90.
- In 1968 werden de departementen Seine (75) en Seine-et-Oise (78) heringedeeld in de Ville de Paris (75), Yvelines (78) en de nieuwe nummers 91-95.
- In 1976 werd Corsica (20) opgedeeld in Corse-du-Sud (2A) en Haute-Corse (2B).
- In 2015 werd het departement Rhône (69) opgesplitst in de Métropole de Lyon (69M) en Rhône (69D).
- De overzeese departementen kregen driecijferige nummers, van 971 tot 976.

De nummering komt onder andere voor op de kentekenplaten van auto's (op kentekenplaten uitgegeven voor 15 april 2009 als de laatste twee cijfers van het kenteken, op kentekenplaten uitgegeven vanaf 15 april 2009 als vermelding op het blauwe randje rechtsonder op de plaat), en als de eerste twee cijfers van de postcodes.

## Lijst van departementen
De nummering is alfabetisch op het deel van de naam dat vet is.
| 01 Ain                                                   | 26 Drôme                                        | 51 Marne                                                    | 76 Seine-Maritime (voorheen Seine-Inférieure)                       |
| 02 Aisne                                                 | 27 Eure                                         | 52 Haute-Marne                                              | 77 Seine-et-Marne                                                   |
| 03 Allier                                                | 28 Eure-et-Loir                                 | 53 Mayenne                                                  | 78 Yvelines (afgesplitst van 78 Seine-et-Oise)                      |
| 04 Alpes-de-Haute-Provence (voorheen Basses-Alpes)       | 29 Finistère                                    | 54 Meurthe-et-Moselle                                       | 79 Deux-Sèvres                                                      |
| 05 Hautes-Alpes                                          | 30 Gard                                         | 55 Meuse                                                    | 80 Somme                                                            |
| 06 Alpes-Maritimes                                       | 31 Haute-Garonne                                | 56 Morbihan                                                 | 81 Tarn                                                             |
| 07 Ardèche                                               | 32 Gers                                         | 57 Moselle                                                  | 82 Tarn-et-Garonne                                                  |
| 08 Ardennes                                              | 33 Gironde                                      | 58 Nièvre                                                   | 83 Var                                                              |
| 09 Ariège                                                | 34 Hérault                                      | 59 Nord                                                     | 84 Vaucluse                                                         |
| 10 Aube                                                  | 35 Ille-et-Vilaine                              | 60 Oise                                                     | 85 Vendée                                                           |
| 11 Aude                                                  | 36 Indre                                        | 61 Orne                                                     | 86 Vienne                                                           |
| 12 Aveyron                                               | 37 Indre-et-Loire                               | 62 Pas-de-Calais                                            | 87 Haute-Vienne                                                     |
| 13 Bouches-du-Rhône                                      | 38 Isère                                        | 63 Puy-de-Dôme                                              | 88 Vosges                                                           |
| 14 Calvados                                              | 39 Jura                                         | 64 Pyrénées-Atlantiques (voorheen Basses-Pyrénées)          | 89 Yonne                                                            |
| 15 Cantal                                                | 40 Landes                                       | 65 Hautes-Pyrénées                                          | 90 Territoire de Belfort                                            |
| 16 Charente                                              | 41 Loir-et-Cher                                 | 66 Pyrénées-Orientales                                      | 91 Essonne (afgesplitst van 78 Seine-et-Oise)                       |
| 17 Charente-Maritime (voorheen Charente-Inférieure)      | 42 Loire                                        | 67 Bas-Rhin                                                 | 92 Hauts-de-Seine (afgesplitst van 75 Seine en 78 Seine-et-Oise)    |
| 18 Cher                                                  | 43 Haute-Loire                                  | 68 Haut-Rhin                                                | 93 Seine-Saint-Denis (afgesplitst van 75 Seine en 78 Seine-et-Oise) |
| 19 Corrèze                                               | 44 Loire-Atlantique (voorheen Loire-Inférieure) | 69D Rhône (afgesplitst van 69 Rhône)                        | 94 Val-de-Marne (afgesplitst van 75 Seine en 78 Seine-et-Oise)      |
| 2A Corse-du-Sud (Zuid-Corsica, afgesplitst van 20 Corse) | 45 Loiret                                       | 69M Métropole de Lyon (afgesplitst van 69 Rhône)            | 95 Val-d'Oise (afgesplitst van 78 Seine-et-Oise)                    |
| 2B Haute-Corse (Opper-Corsica, afgesplitst van 20 Corse) | 46 Lot                                          | 70 Haute-Saône                                              | 971 Guadeloupe (Antillen)                                           |
| 21 Côte-d'Or                                             | 47 Lot-et-Garonne                               | 71 Saône-et-Loire                                           | 972 Martinique (Antillen)                                           |
| 22 Côtes-d'Armor (voorheen Côtes-du-Nord)                | 48 Lozère                                       | 72 Sarthe                                                   | 973 Guyane (Zuid-Amerika)                                           |
| 23 Creuse                                                | 49 Maine-et-Loire                               | 73 Savoie                                                   | 974 Réunion (Indische Oceaan)                                       |
| 24 Dordogne                                              | 50 Manche                                       | 74 Haute-Savoie                                             | 976 Mayotte (Indische Oceaan)                                       |
| 25 Doubs                                                 |                                                 | 75 Paris (afgesplitst van 75 Seine, tot 1795 Paris geheten) |                                                                     |

### Genummerde gebieden buiten Frankrijk
| Gebied               | |
| -------------------- | --- |
| 980 Monaco           | In gebruik als postcode bij de Franse posterijen |
| 09999 Andorra        | Door de Franse posterijen als postcode voorgesteld maar door Andorra geweigerd. De code ligt voor de hand omdat Andorra grenst aan Ariège, waarvan de postcodes met 09 beginnen. |
| 986 Wallis en Futuna | Overzees territorium |
| 987 Frans-Polynesië  | Overzees territorium |
| 988 Nieuw-Caledonië  | Overzees territorium |

### Opgeheven Franse departementen
| Departement                     | Prefectuur   | Periode   |
| ------------------------------- | ------------ | --------- |
| Corsica                         | Bastia       | 1790-1793 |
| Rhône-et-Loire                  | Lyon         | 1790-1793 |
| Mont-Blanc                      | Chambéry     | 1792-1815 |
| 75 Seine tot 1795 Paris geheten | Parijs       | 1792-1968 |
| 78 Seine-et-Oise                | Versailles   | 1792-1968 |
| Golo                            | Bastia       | 1793-1811 |
| Liamone                         | Ajaccio      | 1793-1811 |
| Alpes-Maritimes                 | Nice         | 1793-1814 |
| 20 Corsica                      | Ajaccio      | 1811-1975 |
| 91 Algiers                      |              | 1943-1962 |
| 92 Oran                         |              | 1943-1962 |
| 93 Constantine                  |              | 1943-1962 |
| 94 Territoires du Sud           |              | 1943-1962 |
| 95 Marokko                      |              | 1943-1956 |
| 96 Tunesië                      |              | 1943-1956 |
| 975 Saint-Pierre en Miquelon    | Saint-Pierre | 1976-1985 |

## Oude Franse departementen, nu buiten Frankrijk

### Nederlanden
| Departement                                 | Prefectuur                     | Periode   |
| ------------------------------------------- | ------------------------------ | --------- |
| Dyle (Dijle)                                | Bruxelles (Brussel)            | 1795-1814 |
| Escaut (Schelde)                            | Gand (Gent)                    | 1795-1814 |
| Forêts (Wouden)                             | Luxembourg (Luxemburg)         | 1795-1814 |
| Jemmape, later Jemappes                     | Mons (Bergen)                  | 1795-1814 |
| Lys (Leie)                                  | Bruges (Brugge)                | 1795-1814 |
| Meuse-Inférieure (Nedermaas)                | Maëstricht (Maastricht)        | 1795-1814 |
| Deux-Nèthes (Twee Neten)                    | Anvers (Antwerpen)             | 1795-1814 |
| Ourt(h)e                                    | Liège (Luik)                   | 1795-1814 |
| Sambre-et-Meuse (Samber en Maas)            | Namur (Namen)                  | 1795-1814 |
| Bouches-du-Rhin (Monden van de Rijn)        | Bois-le-Duc ('s-Hertogenbosch) | 1810-1814 |
| Bouches-de-l'Escaut (Monden van de Schelde) | Middelbourg (Middelburg)       | 1810-1814 |
| Bouches-de-la-Meuse (Monden van de Maas)    | La Haye (Den Haag)             | 1811-1814 |
| Bouches-de-l'Yssel (Monden van de IJssel)   | Zwolle                         | 1811-1814 |
| Ems-Occidental (Westereems)                 | Groningue (Groningen)          | 1811-1814 |
| Frise (Friesland)                           | Leeuwarden                     | 1811-1814 |
| Yssel-Supérieur (Boven-IJssel)              | Arnhem                         | 1811-1814 |
| Zuyderzée (Zuiderzee)                       | Amsterdam                      | 1811-1814 |

### Duitsland
| Departement                            | Prefectuur             | Periode   |
| -------------------------------------- | ---------------------- | --------- |
| Mont-Tonnerre (Donnersberg)            | Mayence (Mainz)        | 1798-1814 |
| Rhin-et-Moselle (Rijn en Moezel)       | Coblence (Koblenz)     | 1798-1814 |
| Roër (Roer)                            | Aix-la-Chapelle (Aken) | 1798-1814 |
| Sarre (Saar)                           | Trèves (Trier)         | 1798-1814 |
| Bouches-de-l'Elbe (Monden van de Elbe) | Hambourg (Hamburg)     | 1811-1814 |
| Bouches-du-Weser (Monden van de Weser) | Brême (Bremen)         | 1811-1814 |
| Ems-Supérieur (Boven-Eems)             | Osnabrück              | 1811-1814 |
| Ems-Oriental (Oostereems)              | Aurich                 | 1811-1814 |
| Lippe                                  | Münster                | 1811-1814 |

### Italië
| Departement                     | Prefectuur               | Periode   |
| ------------------------------- | ------------------------ | --------- |
| Doire (Dor(i)a Baltea)          | Ivrée (Ivrea)            | 1802-1814 |
| Marengo                         | Alexandrië (Alessandria) | 1802-1814 |
| Pô (Po)                         | Turin (Turijn)           | 1802-1814 |
| Sésia                           | Verceil (Vercelli)       | 1802-1814 |
| Stura                           | Coni (Cuneo)             | 1802-1814 |
| Tanaro                          | Asti                     | 1802-1805 |
| Apennins (Apennijnen)           | Chiavari                 | 1805-1814 |
| Gênes (Genua)                   | Gênes (Genua)            | 1805-1814 |
| Montenotte                      | Savone (Savona)          | 1805-1814 |
| Arno                            | Florence (Firenze)       | 1808-1814 |
| Méditerranée (Middellandse Zee) | Livourne (Livorno)       | 1808-1814 |
| Ombrone                         | Sienne (Siena)           | 1808-1814 |
| Taro                            | Parme (Parma)            | 1808-1814 |
| Rome                            | Rome                     | 1809-1814 |
| Trasimène                       | Spolète (Spoleto)        | 1809-1814 |

### Zwitserland
| Departement   | Prefectuur                       | Periode   |
| ------------- | -------------------------------- | --------- |
| Léman         | Genève                           | 1798-1813 |
| Mont-Terrible | Porrentruy (in Bern)             | 1793-1800 |
| Simplon       | Sion (Sitten, in Vallais=Wallis) | 1810-1813 |

### Griekenland
| Departement             | Prefectuur        | Periode   |
| ----------------------- | ----------------- | --------- |
| Corcyre (Korkyra)       | Corfou (Korfoe)   | 1797-1799 |
| Ithaque (Ithaka)        | Argostoli         | 1797-1798 |
| Mer-Égée (Egeïsche Zee) | Zante (Zakynthos) | 1797-1798 |

### Spanje
| Departement       | Prefectuur            | Periode   | Departement                  | Prefectuur            | Periode   |
| ----------------- | --------------------- | --------- | ---------------------------- | --------------------- | --------- |
| Bouches-de-l'Èbre | Lerida                | 1812-1813 | Bouches-de-l'Èbre-Montserrat | Barcelone (Barcelona) | 1813-1814 |
| Montserrat        | Barcelone (Barcelona) | 1812-1813 | Bouches-de-l'Èbre-Montserrat | Barcelone (Barcelona) | 1813-1814 |
| Sègre             | Puigcerda             | 1812-1813 | Sègre-Ter                    | Gérone (Gerona)       | 1813-1814 |
| Ter               | Gérone (Gerona)       | 1812-1813 | Sègre-Ter                    | Gérone (Gerona)       | 1813-1814 |

Ook in sommige grote overzeese bezittingen (koloniaal imperium buiten Europa), meer speficiek in de volkskolonie Algerije, waren er nog Franse departementen.

### Koloniaal Algerije
| Departement                                   | Prefectuur      | Periode   | Departement   | Prefectuur           | Vanaf     | Departement | Prefectuur | Periode   |
| --------------------------------------------- | --------------- | --------- | ------------- | -------------------- | --------- | ----------- | ---------- | --------- |
| Alger (Algiers)                               | Alger (Algiers) | 1848-     | 1962          | 1962                 | 1962      | 1962        | 1962       | 1962      |
| Alger (Algiers)                               | Alger (Algiers) | 1848-     | Médéa         | Médéa                | 1957-     | 1962        | 1962       | 1962      |
| Alger (Algiers)                               | Alger (Algiers) | 1848-     | Médéa         | Médéa                | 1957-     | Aumale      | Aumale     | 1958-1959 |
| Alger (Algiers)                               | Alger (Algiers) | 1848-     | Orléansville  | Orléansville (Chlef) | 1957-1962 | 1957-1962   | 1957-1962  | 1957-1962 |
| Alger (Algiers)                               | Alger (Algiers) | 1848-     | Tizi-Ouzou    | Tizi Ouzou           | 1957-1962 | 1957-1962   | 1957-1962  | 1957-1962 |
| Oran                                          | Oran            | 1848-     | 1962          | 1962                 | 1962      | 1962        | 1962       | 1962      |
| Oran                                          | Oran            | 1848-     | Mostaganem    | Mostaganem           | 1957-1962 | 1957-1962   | 1957-1962  | 1957-1962 |
| Oran                                          | Oran            | 1848-     | Tiaret        | Tiaret               | 1957-1962 | 1957-1962   | 1957-1962  | 1957-1962 |
| Oran                                          | Oran            | 1848-     | Tlemcen       | Tlemcen              | 1957-1962 | 1957-1962   | 1957-1962  | 1957-1962 |
| Oran                                          | Oran            | 1848-     | Saïda         | Saïda                | 1958-1962 | 1958-1962   | 1958-1962  | 1958-1962 |
| Constantine                                   | Constantine     | 1848-     | 1962          | 1962                 | 1962      | 1962        | 1962       | 1962      |
| Constantine                                   | Constantine     | 1848-     | Bône          | Bône                 | 1955-1957 | 1955-1957   | 1955-1957  | 1955-1957 |
| Constantine                                   | Constantine     | 1848-     | Sétif         | Sétif                | 1957-     | 1962        | 1962       | 1962      |
| Constantine                                   | Constantine     | 1848-     | Sétif         | Sétif                | 1957-     | Bougie      | Bougie     | 1958-1959 |
| Constantine                                   | Constantine     | 1848-     | Batna         | Batna                | 1957-1962 | 1957-1962   | 1957-1962  | 1957-1962 |
| Territoires du Sud (Zuidelijk woestijngebied) |                 | 1902-1957 | Oasis         | Ouargla              | 1957-1962 | 1957-1962   | 1957-1962  | 1957-1962 |
| Territoires du Sud (Zuidelijk woestijngebied) | Saoura          | 1902-1957 | Colomb-Béchar | 1957-1962            | 1957-1962 | 1957-1962   | 1957-1962  |           |